# Casiquiare
De Casiquiare is een rivier in Venezuela en de grootste bifurcatie ter wereld. De Casiquiare is een aftakking van de Orinoco, die als zijrivier in de Rio Negro, een zijrivier van de Amazone, stroomt. De waterweg vormt zo een natuurlijke verbinding tussen de bovenloop van de Orinoco en de Amazone. Deze bifurcatie is een onvolledige onthoofding van de bovenloop van de Orinoco door een rivier uit het Amazonebekken. De Casiquiare is de grootste natuurlijke waterweg op aarde die twee grote riviersystemen verbindt.

## Ontdekking
In 1744 ontmoette een jezuïet, genaamd Pater Roman, varend over de Orinoco, enkele slavenhandelaren vanuit de nederzettingen van de Rio Negro. Hij vergezelde hen op hun terugreis via de Casiquiare, en keerde nadien terug naar de Orinoco. Zeven maanden later bracht de Franse wiskundige en geograaf Charles Marie de La Condamine een verslag uit aan de Académie Française van Pater Romans reis. Daarmee bevestigde hij het bestaan van deze bijzondere waterweg, waarover voor het eerst was gerapporteerd door pater Cristóbal Diatristán de Acuña in 1639. Er werd weinig waarde toegekend aan het verslag van de reis van Pater Roman, totdat de bifurcatie in 1756 nadrukkelijk werd vastgesteld door de Spaanse grenscommissie onder leiding van José Yturriaga en José de Solano y Bote.
In 1800 verkenden de Duitse geleerde Alexander von Humboldt en de Franse botanicus Aimé Bonpland de rivier. In 1924-1925, tijdens een expeditie van Harvard University, voer Alexander Rice over de Orinoco en de Casiquiare en daalde af via de Rio Branco en Rio Negro naar de Amazone bij Manaus. Het was de eerste expeditie waarbij luchtfotografie en kortegolfradio werden gebruikt bij het in kaart brengen van de regio. In 1968 voer een expeditie van National Geographic met een SR.N6 Hovercraft over de rivier.

## Geografie
De oorsprong van de Casiquiare aan de Orinoco is ongeveer 16 km van La Esmeralda op ongeveer 123 m boven zeeniveau. De monding van de Casiquiare in de Rio Negro, dicht bij de plaats San Carlos de Río Negro, is op 91 m boven zeeniveau. De vlakten waardoor de Casiquiare loopt, hellen af naar het zuidwesten, die van de Rio Negro naar het zuidoosten.
De stroomrichting van de Casiquiare is zuidwest en haar lengte ongeveer 326 km. De breedte is bij de aftakking met de Orinoco ongeveer 300 meter en de stroomsnelheid is ongeveer 0,3 m/s. Stroomafwaarts neemt de snelheid toe tot 3,6 m/s in het regenseizoen, door de vele zijstromen. De breedte van de Casiquiare loopt op tot 550 meter bij haar monding in de Rio Negro. De hoeveelheid water, die de Casiquiare onttrekt aan de Orinoco, is gering vergeleken met wat zij opneemt in haar loop. In de droge tijd kent de Casiquiare ondiepten, zandbanken, stroomversnellingen en stenen, die het varen bemoeilijken. Haar oevers zijn dicht bebost, en de grond is er vruchtbaarder dan langs de Rio Negro. Gedurende overstromingsperioden in het regenseizoen is er nog een tweede verbinding met de Rio Negro, op ongeveer 85 km boven haar monding, via een vertakking naar het westen, de Itinivini.
Ten westen van de Casiquiare is er nog een kortere verbinding tussen het Orinocobekken en het Amazonebekken: over de landengte van Pimichin. Men bereikt deze vanaf de rivier de Terni, een zijrivier van de Atabapo, die weer een zijrivier van de Orinoco is. De Terni is alleen bevaarbaar met kleine boten. De landengte is 16 km breed, niet meer dan 15 m hoog en moerassig. Om van het Orinocobekken naar het Amazonebekken te komen trekt men, komend van de Terni, kano's over de waterscheiding naar de kleine stroom genaamd Pimichin, die in de Rio Negro uitmondt.